# 救赎港奶酪
救赎港奶酪（法語：Port-Salut）產自法國马耶讷省的昂特拉姆，得名于当地的救赎港修道院（abbaye du Port-du-Salut）。救赎港奶酪被製成扁平圓盤狀，外殼為茶色，非常平滑，芝士肉富有彈性，味道清淡。